# 黄茅镇
黄茅镇，是中华人民共和国江西省宜春市万载县下辖的一个乡镇级行政单位。

## 行政区划
黄茅镇下辖以下地区：
黄茅街社区、黄茅村、前进村、洪炉村、水源村、林场村、中罗村、南岭村、王布村、路下村、源头村、柯树村、军屯村、兴源村、永安村、光明村、和平村、三星村、大土村、南江村和新泉村。